# Парос
Парос (на гръцки: Πάρος) е гръцки остров в Егейско море, 3-ти по големина в Цикладските острови. Разположен е между островите Наксос (на 5,5 km на изток) и Антипарос (на 1 km на запад). На югозапад от него се намират малките островчета Пантерониси, Гларопунта и Тигани, а на югоизток – Дриониси. Дължината му от североизток на югозапад е 23 km, а най-голямата му ширина – 14 km. Площ 196 km². Бреговете му са предимно скалисти и силно разчленени от множество малки заливи (най-големи Науса, Филизи, Парос, Паранга, Ципидо) и дълги и тесни полуострови между тях. Изграден е основно от кристалинни скали. Има множество кариери за добив на висококачествен мрамор. Релефът му е предимно планински с максимална височина 724 m (в южната му част), а покрай брега има малки и тесни крайбрежни равнинни участъци. На острова се срещат множество следи от древна вулканична дейност. По-голямата му част е покрита със средиземноморска храстова растителност, а по крайбрежието и малките долини се отглеждат лозя, маслини и цитрусови култури. Главен град е Парос, разположен на западното му крайбрежие, а на северното е пристанището Науса. Населението на острова през 2011 г. е 13 715 души.

## История
Парос е населен първо от лелегите, които както пеласгите не са говорили гръцки. От 1100 пр.н.е. тук се заселват йонийците.
През 1204 г. рицарите от Четвъртия кръстоносен поход превземат Константинопол и голяма част от византийските територии, включително Парос, попадат под властта им. Парос става част от Херцогство Наксос, формирано от Венецианската република, което включва различни егейски острови, управлявани от венециански херцог.

## Забележителности
Островът е известен с качествения мрамор, както и с намерената тук Пароска стела с надпис от 3 век пр.н.е., който представлява един от най-значимите източници за историята на Древна Гърция.

## Херцози на Парос
- Фиоренца Сомарипа през 1518 г.
- Николо Вениер от 1518 до 1530 г.
- Цецилия Вениер от 1531 до 1537 г.